# PZN

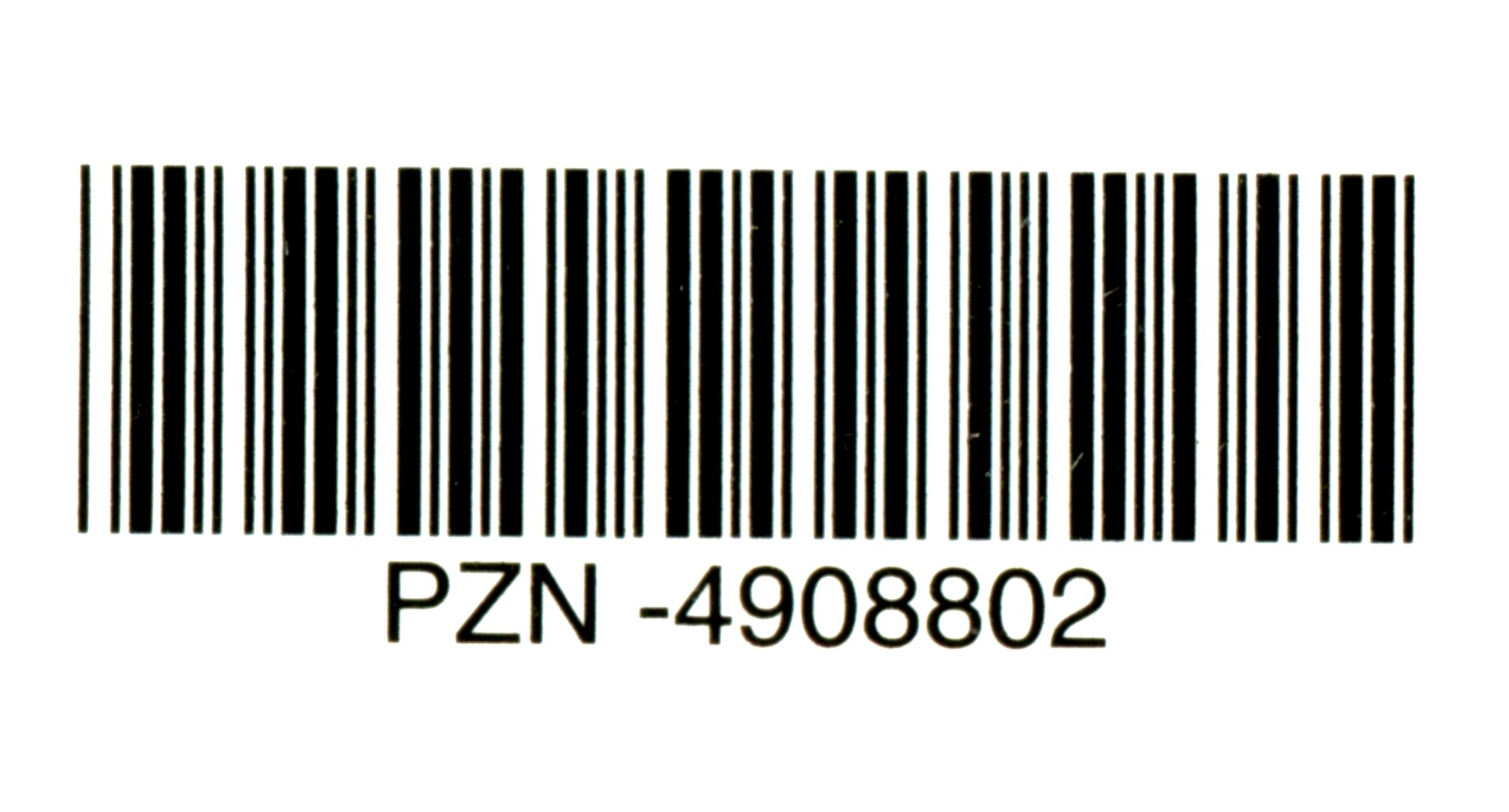
PZN

PZN (нем. Pharmazentralnummer) — общенемецкий идентификатор лекарственных средств, БАДов, медицинских и некоторых косметических продуктов, а также вспомогательных средств. PZN представляет собой семизначное число (последняя цифра — контрольная). Указывается на каждой упаковке лекарственного средства (также в виде штрихкода). PZN может быть использован при поиске, сравнении цен и заказе лекарств в интернет-аптеках.

Упаковка таблеток парацетамола, номер PZN отчетливо виден внизу справа

## В других странах
В Израиле используется подобная система, которая называется «Код ЯРПА» (ивр. קוד ירפ"א‎). В Министерстве Здравоохранения при регистрации лекарственного препарата, ему присваивается уникальный номер, который может состоять из трёх, четырёх или, реже, пяти цифр. Около 90 % рецептов в Израиле печатаются на компьютере, который автоматически добавляет уникальный для каждого лекарства (а также для каждой лекарственной формы) код рядом с наименованием лекарства. Таким образом, при отпуске лекарства из аптек, фармацевт не только проверяет наименование отпускаемого лекарственного средства, но и может сравнить код, который указывается на ящиках и в ячейках ящиков аптек, где хранятся лекарства перед продажей, а также при считывании штрихкода упаковки лекарства сканером кассового аппарата — код высвечивается в кассовой программе при наборе данных рецепта в компьютере. Это значительно позволяет избежать серьёзных ошибок при отпуске лекарственных средств (в частности, позволяет избежать путаницы как между лекарственными формами одного препарата, так и путаницы в дозировках одной и той же лекарственной формы) и повысить качество обслуживания населения.
Код ЯРПА также используется при заказе в аптеки лекарств и изделий медицинского назначения у поставщиков. Они помогают ориентироваться фармацевтам в новых лекарствах, только что поступивших на рынок, равно как и в лекарствах, у которых появилась новая форма дозировки.